# Tropheus annectens

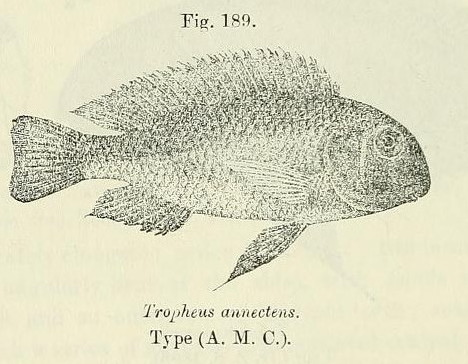
Tropheus annectens

Tropheus annectens är en fiskart som beskrevs av Boulenger, 1900. Tropheus annectens ingår i släktet Tropheus och familjen Cichlidae. IUCN kategoriserar arten globalt som livskraftig. Inga underarter finns listade i Catalogue of Life.